# Harry Kupfer
Harry Kupfer (ur. 12 sierpnia 1935 w Berlinie, zm. 30 grudnia 2019 tamże) – niemiecki reżyser operowy.

## Życiorys
Studia reżyserskie odbył w Wyższej Szkole Teatralnej „Hans Otto” w Lipsku. W latach 1958–1962 działał w operze w Stralsundzie, 1962-1966 w Chemnitz, następnie w Weimarze i Dreźnie.
W roku 1981 przejął po Walterze Felsensteinie kierownictwo Komische Oper w Berlinie. W tym samym roku został powołany na profesora Wyższej Szkoły Muzycznej „Hanns Eisler” w Berlinie. W roku 2002 przekazał kierownictwo Komische Oper w ręce Andreasa Homokiego.

## Twórczość reżyserska
Pierwszą inscenizacją była w roku 1958 „Rusałka” Antonína Dvořáka w Halle an der Saale.
Najważniejszy w działalności reżyserskiej Harry Kupfera był okres pracy w Komische Oper.
Wielokrotnie reżyserował spektakle operowe poza granicami Niemiec.
M.in. współpracował z Moskiewskim Akademickim Teatrem Muzycznym imienia Stanisławskiego i Niemirowicza-Danczenki.
Wraz z Krzysztofem Pendereckim napisał libretto do jego opery w 1 akcie „Czarna maska” na podstawie dramatu Gerharta Hauptmanna i wystawił ją na Festiwalu w Salzburgu 15 sierpnia 1986.
W roku 2001 wystawił w Semperoper w Dreźnie operę „Diabły z Loudun” Pendereckiego.
W Teatrze Wielkim w Warszawie inscenizował „Opowieści Hoffmanna” Offenbacha (premiera 30 listopada 2007).
Dorobek twórczy Harry Kupfera liczy łącznie ponad 175 pozycji.